# Rederzhausen

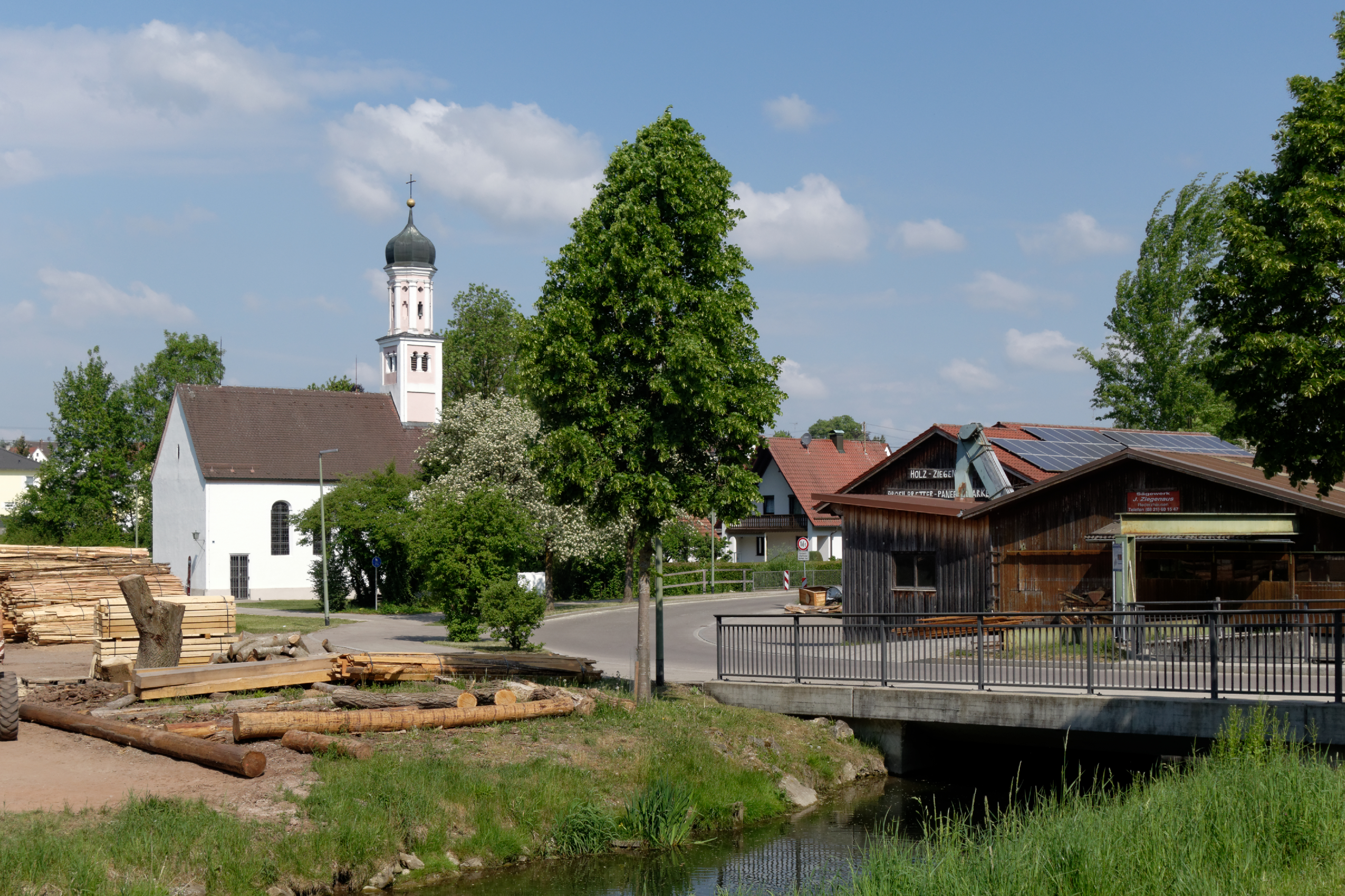
Kapelle St. Thomas und Sägewerk an der Paar

Rederzhausen ist ein Stadtteil von Friedberg im bayerisch-schwäbischen Landkreis Aichach-Friedberg. Der Ort liegt südöstlich von Friedberg an der Paar, einem rechten Nebenfluss der Donau.

## Geschichte
Der Ort wird erstmals im 12. Jahrhundert erwähnt und hieß damals Raethershusen, was so viel bedeutet wie ‚bei den Häusern des Rather‘. Zwischen 1126 und 1179 schenkte der Kleriker Udalschalk (Abt) von Geltenddorf ein Praedium in Raethershusen dem Klosterspitale von St. Ulrich und Afra in Augsburg. Unter jenen herzoglichen Gütern im Amte Aichach, welche dem Herzog entzogen worden seien, nennt das Salbuch des Herzogtums Bayern von 1280 die Vogtei über einen Hof zu Rathershusen, welchen sich der Marschalk von Schiltberg angeeignet habe. St Ulrich vermehrte später seine grundherrlichen Besitzungen im Orte, in dem es am 21. April 1534 von Georg Bonaberg, Vogt zu Herren Finningen die Mahl- und Sägemühle zu Raethershusen durch Kauf und am 6. Juli 1608 vom Jesuitenkollegium zu Augsburg einen Hof durch Tausch erwarb.
Die seit dem zweiten Gemeindeedikt von 1818 selbstständige Gemeinde hatte keine weiteren Ortsteile. Sie wurde im Zuge der Gemeindegebietsreform am 1. Mai 1978 nach Friedberg eingegliedert.

## Kirche
Die Kapelle des hl. Apostels Thomas zu Raethershusen wird bereits in einem Kaufbrief aus dem Jahre 1534 erwähnt. Das Kirchlein wurde im Dreißigjährigen Krieg von den Schweden ausgebrannt. Die jetzige Kapelle stammt aus der Zeit um 1698. Der Neubau wurde von der Gemeinde und Pfarrer Ulrich Kistler betrieben. Der Hochaltar soll die Statue des hl. Thomas aus der alten Pfarrkirche von Ottmaring enthalten. Auf dem rechten Seitenaltar ist eine Figur des sitzenden hl. Leonhard. Die Altarfigurgen stammen aus der Hand des bekannten Landsberger Meisters Lorenz Loidl, der gebürtig aus Mering und nach Ottmaring versippt gewesen sein soll. Das Cruzifixus ist ein Geschenk des Augsburger Kaufmanns Ducrue, der als Städter nicht nur Lust zum Landleben, sondern auch Liebe zu Gott und den Armen dieser Ortschaft zeigte.

## Sehenswürdigkeiten
- Kapelle St. Thomas von 1698/99.
- Die Wegkapelle (Nähe Neuer Weg), die im Kern aus dem 18. Jahrhundert stammt und Ende des 19. Jahrhunderts erweitert wurde, ist ein kleiner Satteldachbau und ein geschütztes Baudenkmal.

## Vereine
- Schützengilde Ottmaring-Rederzhausen-Hügelshart[3] (gegründet 1951)
- Freiwillige Feuerwehr Rederzhausen[4] (gegründet 1872)
- Stopselclub Rederzhausen. Der im Jahr 1962 gegründete Verein "hat es sich zur Aufgabe gemacht, Dorfkultur und Tradition zu pflegen und weiterzugeben."[5]

## Bevölkerung
| Jahr | Einwohner |
| ---- | --------- |
| 1865 | 150       |
| 1871 | 128       |
| 1900 | 163       |
| 1939 | 187       |
| 1950 | 387       |
| 1965 | 839       |
| 1978 | 1130      |
| 2022 | 1410      |